# George Kalkoa
George Kalkoa (Ati George Sokomanu) (ur. 13 stycznia 1937 w Mele) – vanuacki polityk, dwukrotny prezydent kraju.
Kalkoa był liderem ruchu niepodległościowego, w wyniku którego 30 lipca 1980 państwo to uzyskało niepodległość. Tego samego dnia mianowany pierwszym prezydentem Vanuatu, urząd sprawował do 17 września 1984, kiedy to zmuszony był podać się do dymisji. Niespełna trzy tygodnie później (8 marca) ponownie wybrany prezydentem, władzę sprawował aż do końca kadencji – 12 stycznia 1989. Do jego największych sukcesów zaliczyć należy wprowadzenie Vanuatu do ONZ (1981) oraz Ruchu państw niezaangażowanych (1983).
Od 6 stycznia 1993 do 7 stycznia 1996 był sekretarzem generalnym Komisji Południowego Pacyfiku.